# Diocesi di Wrexham
La diocesi di Wrexham (in latino Dioecesis Gurecsamiensis) è una sede della Chiesa cattolica in Galles suffraganea dell'arcidiocesi di Cardiff-Menevia. Nel 2022 contava 31.771 battezzati su 768.431 abitanti. È retta dal vescovo Peter Brignall.

## Territorio
La diocesi comprende le contee amministrative tradizionali gallesi di Anglesey, Caernarfonshire, Denbighshire, Flintshire, Merionethshire e Montgomeryshire (le zone di governo locali di Conwy, Anglesey, Denbighshire e Flintshire, Gwynedd, Wrexham e l'ex contea di Montgomeryshire).
Sede vescovile è la città di Wrexham, in cui si trova la cattedrale della Madonna dei Dolori (Our Lady of Sorrows).
Il territorio è suddiviso in 28 parrocchie e si estende per 9.125 km².

## Storia
La diocesi è stata eretta il 12 febbraio 1987 con la bolla Esse regnum di papa Giovanni Paolo II, ricavandone il territorio dalla diocesi di Menevia (oggi arcidiocesi di Cardiff-Menevia).

## Cronotassi dei vescovi
Si omettono i periodi di sede vacante non superiori ai 2 anni o non storicamente accertati.
- James Hannigan † (12 febbraio 1987 - 7 marzo 1994 deceduto)
- Edwin Regan (7 novembre 1994 - 27 giugno 2012 ritirato)
- Peter Brignall, dal 27 giugno 2012

## Statistiche
La diocesi nel 2022 su una popolazione di 768.431 persone contava 31.771 battezzati, corrispondenti al 4,1% del totale.
| anno | popolazione | popolazione | popolazione | presbiteri | presbiteri | presbiteri | presbiteri                | diaconi | religiosi | religiosi | parrocchie |
| anno | battezzati  | totale      | %           | numero     | secolari   | regolari   | battezzati per presbitero | diaconi | uomini    | donne     | parrocchie |
| ---- | ----------- | ----------- | ----------- | ---------- | ---------- | ---------- | ------------------------- | ------- | --------- | --------- | ---------- |
| 1990 | 33.621      | 668.000     | 5,0         | 86         | 47         | 39         | 390                       | 6       | 47        | 225       | 44         |
| 1999 | 33.627      | 694.000     | 4,8         | 69         | 40         | 29         | 487                       | 12      | 29        | 173       | 45         |
| 2000 | 33.346      | 692.500     | 4,8         | 67         | 38         | 29         | 497                       | 12      | 41        | 171       | 45         |
| 2001 | 33.346      | 692.800     | 4,8         | 72         | 39         | 33         | 463                       | 10      | 33        | 158       | 44         |
| 2002 | 33.346      | 692.800     | 4,8         | 69         | 38         | 31         | 483                       | 10      | 31        | 162       | 43         |
| 2003 | 33.346      | 692.800     | 4,8         | 69         | 38         | 31         | 483                       | 10      | 31        | 155       | 43         |
| 2004 | 30.272      | 692.800     | 4,4         | 67         | 38         | 29         | 451                       | 9       | 29        | 153       | 43         |
| 2010 | 48.800      | 710.000     | 6,9         | 61         | 36         | 25         | 800                       | 10      | 25        | 135       | 41         |
| 2014 | 38.700      | 731.400     | 5,3         | 55         | 30         | 25         | 703                       | 11      | 25        | 117       | 41         |
| 2017 | 33.897      | 742.600     | 4,6         | 55         | 24         | 31         | 616                       | 12      | 31        | 100       | 41         |
| 2020 | 31.476      | 761.260     | 4,1         | 48         | 21         | 27         | 655                       | 12      | 29        | 100       | 28         |
| 2022 | 31.771      | 768.431     | 4,1         | 50         | 23         | 27         | 635                       | 12      | 29        | 100       | 28         |